# Pasquale Apa
Pasquale Apa (Rocca di Neto, 8 dicembre 1973) è un ex calciatore italiano, di ruolo centrocampista.

## Carriera
Cresce nel Rocca di Neto con cui gioca in Promozione, prima di passare al Castrovillari in Serie D e poi alla Silana nell'Eccellenza calabrese.

Pasquale Apa ai tempi del

Nel 1995 va al Cosenza che gli permette di passare dai Dilettanti alla Serie B: in cadetteria è titolare del centrocampo rossoblu.
Resta a Cosenza per sette stagioni, sei delle quali in Serie B, con l'unico intervallo di 6 mesi giocati nel Catania in C1 tra il gennaio e il giugno del 2001.
Con la maglia dei calabresi totalizza 140 presenze e 10 reti (delle quali 129 in seconda serie).
Nel gennaio del 2002 passa al Pescara in Serie C1 dove gioca 7 partite.
L'anno successivo, sempre in forza ai pescaresi, segna 8 reti contribuendo al ritorno della società biancoazzurra in serie B.
Nella stagione 2003-04 viene ingaggiato dal Taranto, sempre in C1: 14 presenze condite da 3 gol, prima di essere ceduto nel gennaio del 2004 in serie C2 alla Cisco Roma dove resta sino al gennaio del 2005 quando viene ingaggiato a titolo temporaneo dalla SPAL, militante in C1. A Ferrara viene impiegato 11 volte e in estate fa ritorno a Roma dove non trova spazio e la società capitolina nel gennaio del 2006 lo cede al Chieti in C1 dove colleziona 5 presenze.
Nell'estate dello stesso anno torna in Calabria scendendo di categoria accasandosi alla Rossanese in serie D, andando in gol 11 volte; a fine stagione la squadra retrocede in Eccellenza.
Apa resta a Rossano in Eccellenza nei due anni successivi. Nella stagione 2009-2010 cambia società ma non regione: viene acquistato dal Castrovillari che milita in serie D; gioca 11 partite e mette a segno 2 reti. Chiude la carriera in Seconda Categoria nel Rocca di Neto, la società che lo aveva lanciato agli esordi, giocando la sua ultima stagione agonistica e ritirandosi dall'attività nel giugno del 2011.

## Palmarès

### Club

#### Competizioni nazionali
- Campionato Nazionale Dilettanti: 1

Castrovillari: 1993-1994
- Serie C1: 1

Cosenza: 1997-1998